# 高异燕麦
高杆山燕麦（学名：Helictotrichon altius），别名高异燕麦，为禾本科山燕麦属下的一个种。多年生植物。中国分布于黑龙江（北部）、甘肃、青海、四川等省。生长在海拔2100-3900米的湿润草坡、灌丛及云杉林下。

## 异名
- Avena altior Hitchc.
- Avenastrum ×trisetoides Kitag.
- Helictotrichon ×trisetoides Kitag.
- ×Trisetopsotrichon altius (Hitchc.) Röser & A.Wölk